# Vučji Do
Vučji Do è un insediamento nella municipalità di Nikšić, situato nell'ovest del Montenegro.

## Geografia
Vučji Do è situata vicino al confine Montenegro–Bosnia, circa 6 km ad est di Bileća.

## Storia

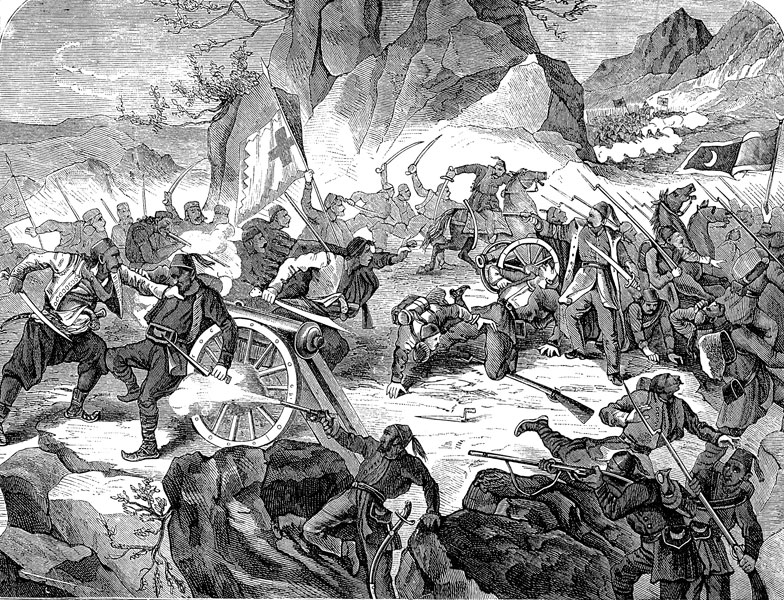
La battaglia Vučji Do (18 luglio 1876).

Nell'epoca moderna la regione fu parte della  tribù di Nikšić. Vučji Do fu il luogo della battaglia di Vučji Do (18 luglio 1876), in cui i battaglioni montenegrini ed erzegoviniani sconfissero l'esercito ottomano.

## Società

### Evoluzione demografica
Secondo il censimento del 2003 la popolazione totale era di 30 unità, 29 delle quali Serbi (96,66%) ed 1 Montenegrino (3,33%).